# Chihuahuanus crassimanus
Espèce
Synonymes
- Vaejovis crassimanus Pocock, 1898
- Kochius crassimanus (Pocock, 1898)

Chihuahuanus crassimanus est une espèce de scorpions de la famille des Vaejovidae.

## Distribution
Cette espèce aux États-Unis se rencontre en Texas et au Nouveau-Mexique et au Mexique au Durango et au Nuevo León.

## Description
Le mâle syntype mesure 58 mm et la femelle syntype 43 mm.

## Systématique et taxinomie
Cette espèce a été décrite sous le protonyme Vaejovis crassimanus par Pocock en 1898. Elle est placée dans le genre Kochius par Soleglad et Fet en 2008 puis dans le genre Chihuahuanus par González Santillán et Prendini en 2013.

## Publication originale
- Pocock, 1898 : « The scorpions of the genus Vaejovis contained in the collection of the British Museum. » Annals and Magazine of Natural History, sér. 7, vol. 1, p. 394-400 (texte intégral).